# Hedwig (Harry Potter)
Hedwig is een personage uit de fictieve wereld van de Harry Potter-boekenserie. Gedurende de gehele boekenreeks speelt ze een centrale rol als de persoonlijke sneeuwuil van Harry Potter.

## Plot
In het eerste boek krijgt Harry Hedwig als elfde verjaardagscadeau van Rubeus Hagrid, die de uil koopt in de Wegisweg. Harry geeft haar deze naam nadat hij deze tegenkwam in een boek over de geschiedenis van de toverkunst. Hedwig levert in de hele serie berichten af, en dient ook als Harry's gezelschap, vooral wanneer hij niet in staat is om met andere tovenaars om te gaan. Gedurende de boeken wordt geïmpliceerd dat Hedwig Harry's spraak volledig kan verstaan. In het vijfde boek, de Orde van de Feniks, wordt Hedwig onderschept door Dolores Omber en raakt gewond, maar wordt later genezen door Professor Varicosus. In het zevende boek, De Relieken van de Dood, wordt Hedwig gedood door een vloek van een Dooddoener; in de filmversie wordt ze gedood terwijl ze Harry verdedigt tegen de Dooddoener. Volgens Rowling vertegenwoordigt de dood van Hedwig het verlies van Harry's onschuld.

## Trivia
- Hoewel het personage van Hedwig vrouwelijk is, wordt ze op film gespeeld door mannelijke uilen (vrouwelijke sneeuwuilen hebben donkere vlekken in hun verenkleed, terwijl alleen de mannetjes volledig wit zijn).[6]
- Een van de gebruikte uilen in de film was een Nederlandse uil uit Asten, Brabant.[7]
- John Williams' compositie die dient als titelmuziek voor de hele filmreeks heet Hedwig's Theme.[8]